# Eino Kettunen
Eino Kettunen (Juuka, Finlandia; 13 de mayo de 1894-15 de agosto de 1964) fue un compositor y autor finés, más conocido por la autoría de letra de la canción «Ievan Polkka».

## Ievan Polkka
Su trabajo más destacado ha sido la canción de polca conocida como «Ievan Polkka» en 1937, que se convirtió en una canción popular de Finlandia. Su estructura consiste en dialectos savos hablados en Karelia del Norte y su melodía es similar a las danzas folclóricas de Smolensk (Rusia occidental).
La canción toma el punto de vista de un hombre joven, que quiere bailar con Ieva (Eva o Eeva en savo), pero su madre no lo deja. Escapa a un lugar, donde todos están bailando una polca, y bailan toda la noche. Cuando vuelve a su casa, su madre los espera enojada, pero él es franco con Ieva y le dice que estarán juntos sin importar lo que pase.

### Loituma
La canción ganó popularidad a través de la interpretación de la banda finesa Loituma para su álbum debut de 1995 Things of Beauty. Sin embargo, esta versión contiene galimatías con pocas palabras en finés que no aparecen en la versión de Kettunen.

### Chica Loituma
Desconocida fuera de Finlandia, la canción se hizo famosa en todo el mundo gracias a una animación Flash, conocida como la "Chica Loituma", aparecida en Internet en abril de 2006. La animación consiste de cuatro frames que muestran al personaje de anime Orihime Inoue de Bleach girando un puerro, ubicado en un bucle de 27 segundos de la canción.

## Legado
Una biblioteca en memoria de Kettunen se encuentra al lado de su hogar en Juuka.

## Lista de canciones
- Ilta Viipurissa, 1929
- Villiruusu, 1929
- Ievan Polkka, 1937
- Joensuun Elli, 1953